# Culex hewitti
Culex hewitti är en tvåvingeart som först beskrevs av Edwards 1914.  Culex hewitti ingår i släktet Culex och familjen stickmyggor. Inga underarter finns listade i Catalogue of Life.